# Это началось в Альпах
«Это началось в Альпах» (яп. 南太平洋の若大将 минами тайхэйё но вакадайсё, англ. Young Guy in the South Pacific) — кинофильм режиссёра Кэнго Фурусава, вышедший на экраны в 1967 году.

## Сюжет
В Швейцарию на международный симпозиум архитекторов приехали из Японии с профессором Ямасита два студента — Юити и Исияма. Последний проявил исключительные способности в знакомствах с очаровательными девушками, а Юити встретил там соотечественницу Киси Сумико. Молодые люди влюбились друг в друга. Через несколько месяцев они встретились в Японии, но многочисленные недоразумения, в большинстве которых был повинен Исияма, почти разрушили их чувство. Сумико вернулась в Европу. Юити, спортсмен-горнолыжник, добился на соревнованиях победы, чтобы попасть на международные состязания в Вене и увидеться с Сумико. Они снова встретились в Альпах...

## В ролях
- Юдзо Каяма — Юити
- Юрико Хоси — Киси Сумико
- Кинуё Танака
- Итиро Арисима
- Тёко Иида
- Бибари Маэда
- Матико Нака
- Тацуёси Эхара
- Бокудзэн Хидари
- Рюдзи Кита
- Надао Кирино

## Премьеры
- — Премьера фильма в Японии состоялась 1 июля 1967 в Токио.
- — в советском прокате с августа 1976 года[1].